# Америчка Девичанска Острва на Светском првенству у атлетици у дворани 1991.
Америчка Девичанска Острва су учествовала на 3. Светском првенству у атлетици у дворани 1991. одржаном у Севиљи од 8. до 10. марта. То је било друго светско првенство у дворани на којем су учествовала. Репрезентацију је представљало је двоје атлетичара (1 мушкарац и 1 жена) који су се такмичили у две дисциплине (једна мушка и једна женска).
Такмичари Америчких Девичанских Острва нису освојили ниједну медаљу, нити је оборен неки рекорд. 

## Учесници
| Мушкарци: - Деси Винтер — 400 м | Жене: - Флора Хјасинт — 60 м препоне |  |

## Резултати

### Мушкарци
| Атлетичар   | Дисциплина | Лични рекорд | Квалификације   | Квалификације   | Полуфинале           | Полуфинале           | Финале               | Финале       | Детаљи |
| Атлетичар   | Дисциплина | Лични рекорд | Резултат        | Место           | Резултат             | Место                | Резултат             | Место        | Детаљи |
| ----------- | ---------- | ------------ | --------------- | --------------- | -------------------- | -------------------- | -------------------- | ------------ | ------ |
| Деси Винтер | 400 м      | 46,29о       | Дисквалификован | Дисквалификован | Није се квалификовао | Није се квалификовао | Није се квалификовао | Без пласмана |        |

### Жене
| Атлетичарка   | Дисциплина   | Лични рекорд | Квалификације | Квалификације | Полуфинале            | Полуфинале            | Финале                | Финале   | Детаљи |
| Атлетичарка   | Дисциплина   | Лични рекорд | Резултат      | Место         | Резултат              | Место                 | Резултат              | Место    | Детаљи |
| ------------- | ------------ | ------------ | ------------- | ------------- | --------------------- | --------------------- | --------------------- | -------- | ------ |
| Флора Хјасинт | 60 м препоне | 8,83         | 8,85          | 6 у гр. 3     | Није се квалификовала | Није се квалификовала | Није се квалификовала | 24 / 25. |        |